# Referendum in Danimarca del 1972
Il referendum in Danimarca del 1972 si tenne il 2 ottobre ed ebbe ad oggetto l'adesione del Paese alla Comunità economica europea.
Esso vide la prevalenza dei sì col 63,3%; l'affluenza alle urne fu del 90,1%.
La legge di ratifica del Trattato di adesione alle Comunità europee fu approvata dal Folketing il successivo 11 ottobre e la Danimarca aderì alla Comunità europea il 1º gennaio 1973, assieme all'Irlanda ed al Regno Unito.

## Contesto
Secondo l'articolo 20 della Costituzione danese, tutte le leggi che comportano limitazioni alla sovranità nazionale danese (come l'adesione alla Comunità europea) devono passare in Parlamento con l'approvazione dei cinque sesti dei parlamentari; qualora una tale legge non raggiunga la maggioranza necessaria ed il governo continui a sostenerla, deve essere indetto un referendum, come successe appunto caso dell'adesione alle Comunità europee nel 1972.

## Risultati
| Sì             | 1 958 043 | 63,29 |  |  |  |  |  |  |
| No             | 1 135 755 | 36,71 |  |  |  |  |  |  |
| Totale         | 3 093 798 | 100   |  |  |  |  |  |  |
|                |           |       |  |  |  |  |  |  |
| Schede bianche | 11 914    | 0,38  |  |  |  |  |  |  |
| Schede nulle   | 7 409     | 0,24  |  |  |  |  |  |  |
| Votanti        | 3 113 121 | 90,14 |  |  |  |  |  |  |
| Elettori       | 3 453 763 |       |  |  |  |  |  |  |